# Marieke Koopman
Marieke Koopman (* um 1988) ist eine niederländische Musiktheatermacherin und Sängerin, die sowohl im Jazz als auch in der Klassik bekannt wurde.

## Leben und Wirken
Koopman wuchs als Tochter der Musiker Ton Koopman und Tini Mathot mit Barockmusik auf. Daneben lernte sie durch ihren Großvater Fréderikus „Fré“ Koopman (1909–1992), der als Amateur-Schlagzeuger in Swingbands spielte, den Jazz kennen. Bereits als Kind sang sie im AVRO-Kinderchor und spielte eine Rolle in dem Weihnachtsfilm Een andere keer misschien von Herman van Veen. 1994 war sie als Solistin auf der Weihnachtsplatte Kerst met Herman van Veen & Ton Koopman zu hören. In der Sekundarschule choreographierte und inszenierte sie das Musical in ihrem Abschlussjahr. Überdies spielte sie Theater.
Koopman bereitete sich zunächst auf ein klassisches Gesangsstudium vor, hatte aber dann das Gefühl, sie könne sich stimmlich nicht richtig ausdrücken. Sie studierte daher Pädagogik an der Universität Amsterdam; daneben nahm sie Unterricht bei Max van Egmond, Astrid Seriese, Floor van Zutphen, Sanna van Vliet und Deborah Carter. 2007 war sie als Sängerin an der Aufnahme der Kindersinfonie von Leopold Mozart mit dem Amsterdam Baroque Orchestra unter der Leitung ihres Vaters beteiligt, mit dem sie 2008 auch beim Festival Itineraire Baroque in Frankreich gastierte.
Nach ihrem Master-Abschluss in Pädagogik begann Koopman, in der Region Gooi Tanz und Theater zu unterrichten. Sie arbeitete auch als Sängerin und Choreografin in Dinnershows und (bis 2018) als Sängerin bei der Big Fun Band in Rotterdam. Nach einer Theaterausbildung bei de Trap (Nelleke Zitman, Erik van’t Wout und Truus te Selle) schrieb sie gemeinsam mit ihrem Vater ab 2013 für das Amsterdam Baroque Orchestra & Choir das Kinderprojekt „Oorwurm“ und andere Musiktheateraufführungen von Barockmusik für das junge Publikum, in denen sie auch international auftrat.
Produziert von Rembrandt Frerichs veröffentlichte Challenge Records 2021 ihr Debütalbum Chapter One; die Kritik stellte ihre plastische Vortragskunst heraus. Daneben tritt sie auch als Sängerin mit der Frits Landesbergen Big Band auf.